# C.G. Conn
C.G. Conn Ltd, ibland benämnt Conn Instruments eller vanligast enbart Conn, är en tillverkare av brassinstrument i USA.